# ウィリアム・ブリス・ベイカー
ウィリアム・ブリス・ベイカー（William Bliss Baker, 1859年11月27日 - 1886年11月20日）はアメリカの画家。

## 略歴
ニューヨークで生まれた。祖父はアルバニー・シティ銀行や保険会社を経営した人物で、父親は南北戦争で功績のあった人物で、ニューヨーク議会の議員になった。
1876年から4年間、ナショナル・アカデミー・オブ・デザインでアルバート・ビアスタットやマウリッツ・デ・ハースらに絵画を学んだ。風景画を描き、1879年に初めて出展した展覧会で、エリオット賞を受賞した。1885年にはホールガーテン賞を受賞した。
1881年までには、ニューヨークのアルバニーの北のクリフトンパークの町のボールストン湖畔に夏の別荘を建てた。この建物は歴史的な建造物として評価されている。
風景画家として将来を期待されていたが、26歳で、スケートをしていた時の事故が原因で死亡した。

## 作品

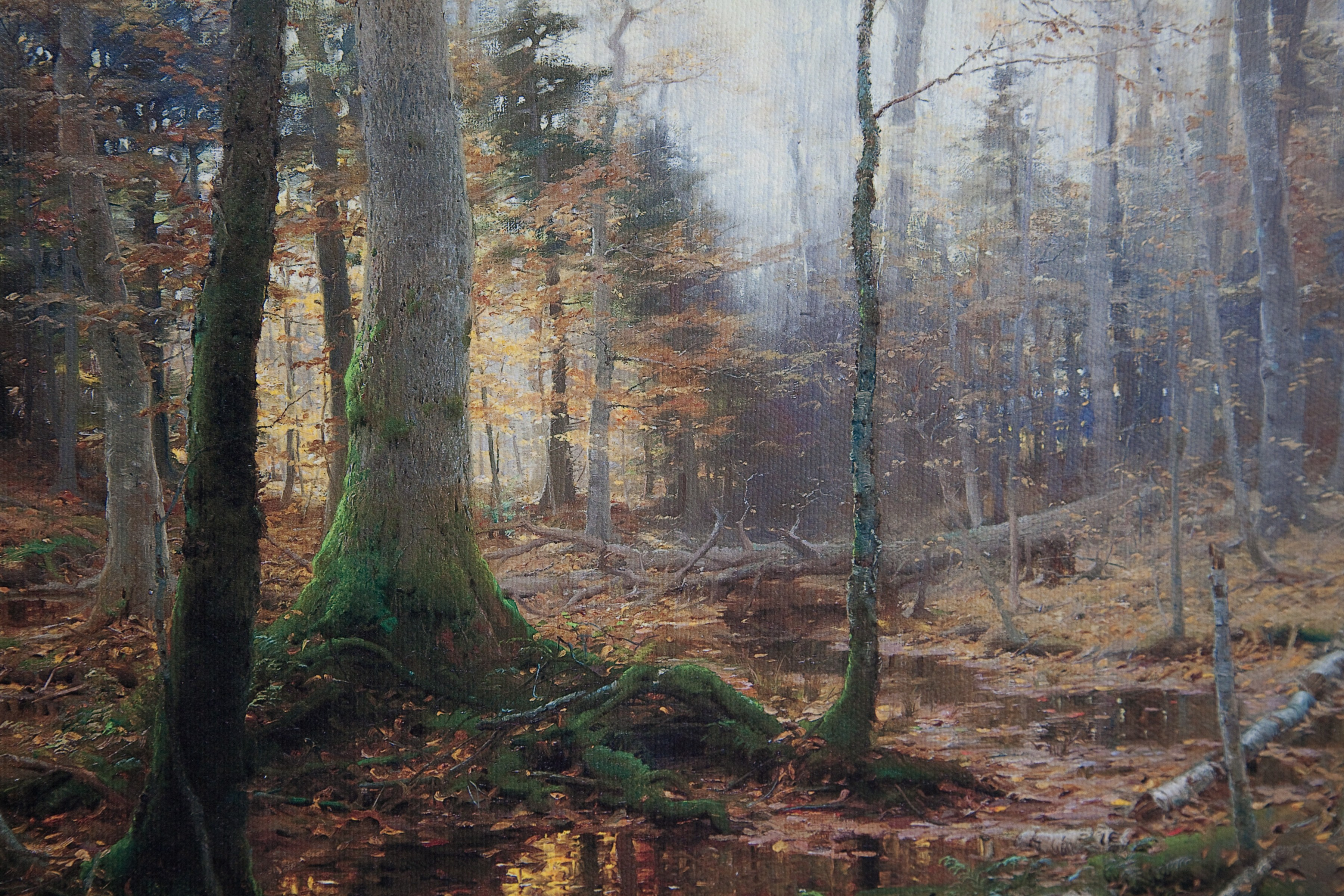
Fallen Monarchs(1886)
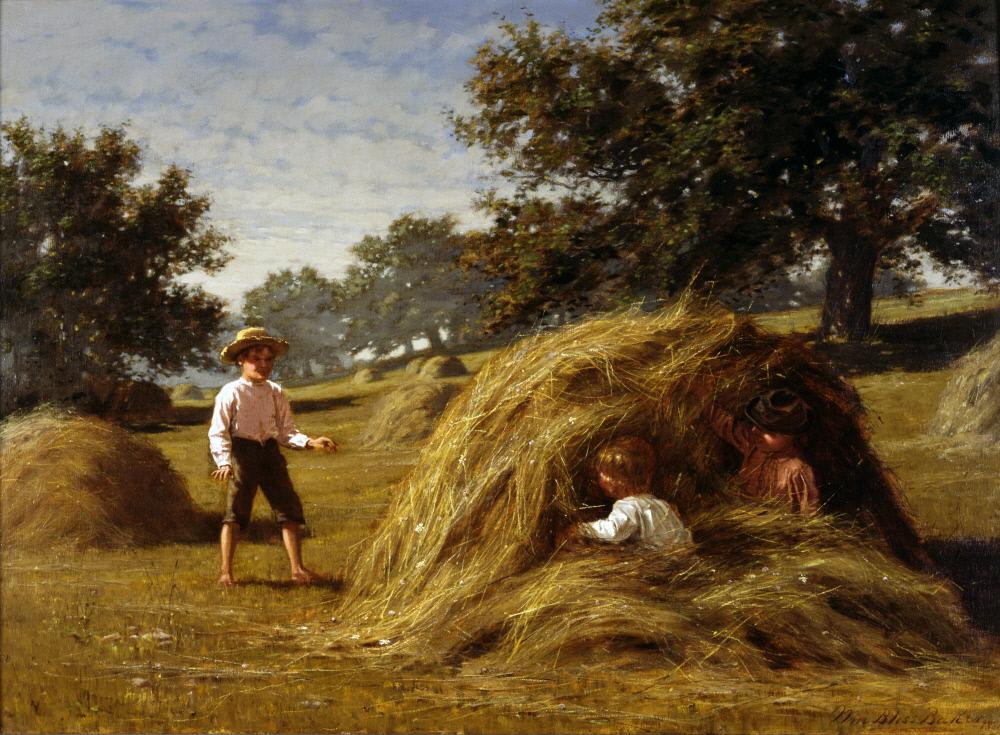
Hiding in the Haycocks (1881)
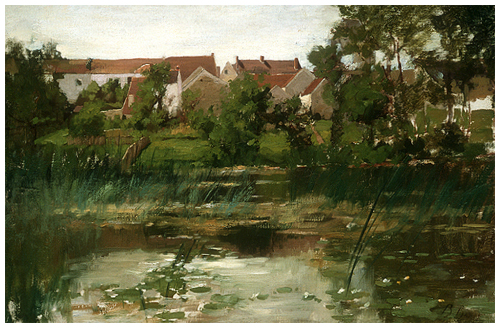
Landscape Grez